# ポール・チャドウィック
ポール・チャドウィック (Paul Chadwick) は、アメリカ合衆国のパルプ作家。本名およびさまざまなペンネームで、探偵小説、SF、西部劇小説などジャンルを問わず多くの作品を発表。
また、ブラント・ハウス(Brant House)のハウスネーム（複数の異なる作家が共通して用いるペンネーム）でスパイアクション小説「シークレット・エージェントX」を書き、更にチェスター・ホークス（Chester Hawks）のペンネームでドック・サヴェジのパクリ小説「キャプテン・ハザード(Captain Hazzard)」を1938年5月に書いている。
シャドウィックの探偵小説の多くにはハードボイルドな探偵、ウェード・ハモンド(Wade Hammond)が登場する（初出は1934年の「Ten Detective Aces」誌）。